# Kōji Yonekura
 (juillet 2021).
Kōji Yonekura (japonais : 米倉 浩司) (1970 - ) est un botaniste japonais.